# Górki (powiat kwidzyński)
Górki (niem. Waltershof) – osada w Polsce położona w województwie pomorskim, w powiecie kwidzyńskim, w gminie Kwidzyn przy drodze wojewódzkiej nr 521.
Wieś jest administracyjnie odrębnym sołectwem.
Do 1954 w granicach miasta Kwidzyna. W latach 1975–1998 miejscowość należała administracyjnie do województwa elbląskiego.
W Górkach urodziła się Ida Siekmann (1902–1961), pierwsza ofiara Muru Berlińskiego.

## Zabytki
Według rejestru zabytków NID na listę zabytków wpisany jest dwór, k. XVIII, XIX, nr rej.: A-1333 z 24.10.1990.
XVIII-wieczny parterowy dwór z mansardowym dachem oraz narożną niską wieżyczką w wyniku licznych przebudów utracił cechy barokowe.